# 大夏郡
大夏郡，中国前涼时设置的郡。

## 建置沿革
前涼建興二十九年（341年），分晉興等郡置大夏郡，領大夏、金劍、宛戍三縣，治所為大夏（今甘肅省廣河县西北），屬涼州。建興三十三年（345年），分涼州置河州，大夏郡改屬河州。前秦建元三年（367年），置涼州，大夏郡屬之。西秦太初二年（389年），大夏郡又改屬河州。
十六国时期，大夏郡相繼為前涼（341年－346年）、後趙（346年－350年）、前涼（350年－355年）、李儼（355年－367年）、前秦（367年－386年）、彭奚念（386年－389年）、西秦（389年－400年）、後秦（400年－409年）、西秦（409年－430年）所有。永弘三年（430年），吐谷渾佔領大夏郡。

## 太守
- 宋晏，前涼張重華建興三十四年（346年）為後趙所執。[1]
- 趙開，西涼李暠庚子元年（400年）除。[2]